# Guldenroededwergspanner
De guldenroededwergspanner (Eupithecia virgaureata) is een vlinder uit de familie van de spanners (Geometridae). De voorvleugellengte bedraagt tussen de 10 en 11 millimeter. De soort komt verspreid over Europa, Noord-Azië en het Verre Oosten voor. Hij overwintert als pop.

## Waardplanten
De guldenroededwergspanner heeft als waardplanten in de herfst sleedoorn en meidoorn en in de zomer allerlei kruidachtige en houtige planten, zoals dopheide, struikheide, guldenroede en kruiskruid.

## Voorkomen in Nederland en België
De guldenroededwergspanner is in Nederland en België een algemene soort, die verspreid over het hele gebied kan worden gezien. De vlinder kent twee generaties die vliegen van begin april tot begin september.